# Vultee A-31 Vengeance
Vultee A-31 Vengeance là một loại máy bay ném bom bổ nhào của Hoa Kỳ trong Chiến tranh thế giới II, do hãng Vultee Aircraft chế tạo. Vengeance không được các đơn vị của Hoa Kỳ sử dụng trong chiến đấu, tuy nhiên nó lại được trang bị cho không quân Hoàng gia Anh, Không quân Hoàng gia Australia và Không quân Ấn Độ ở Chiến trường Đông Nam Á và Tây Nam Thái Bình Dương. Nó tiếp tục được sử dụng làm máy bay kéo bia bay cho đến năm 1945..

## Biến thể

### Biến thể của Không quân Hoàng gia Anh
Vengeance I
Vengeance IA
Vengeance II
Vengeance III
Vengeance IV

### Biến thể của Hoa Kỳ
XA-31A
XA-31B
XA-31C
YA-31C
A-35A
A-35B
TBV-1 Georgia

## Quốc gia sử dụng
Úc
- Không quân Hoàng gia Australia[2]

 Brasil
- Không quân Brazil[3]

 Pháp
- Không quân Pháp tự do[3]

 Raj thuộc Anh
- Không quân Ấn Độ

 Anh Quốc
- Không quân Hoàng gia[4]
- Không quân Hải quân Hoàng gia[3]

 United States
- Không quân Lục quân Hoa Kỳ[3]

## Tính năng kỹ chiến thuật (Vengeance I)
Dữ liệu lấy từ British Warplanes of World War II
Đặc điểm tổng quát
- Kíp lái: 2
- Chiều dài: 39 ft 9 in (12,12 m)
- Sải cánh: 48 ft 0 in (14,63 m)
- Chiều cao: 15 ft 4 in (4,67 m)
- Diện tích cánh: 332 ft² (30,84 m²)
- Trọng lượng rỗng: 9.725 lb (4.411 kg)
- Trọng lượng cất cánh tối đa: 14.300 lb (6.486 kg)
- Động cơ: 1 × Wright R-2600-A5B-5 Twin Cyclone, 1.600 hp (1.193 kW)

 Hiệu suất bay 
- Vận tốc cực đại: 275 mph (239 kn, 443 km/h) trên độ cao 11.000 ft (3.350 m)
- Vận tốc hành trình: 235 mph (204 kn, 378 km/h)
- Tầm bay: 1.400 dặm (1.220 hải lý, 2.253 km)
- Trần bay: 22.500 ft (6.860 m)
- Tải trên cánh: 43,1 lb/ft² (210 kg/m²)
- Công suất/trọng lượng: 0,11 hp/lb (0,18 kW/kg)

Trang bị vũ khí

- Súng: 

  - 4 × súng máy Browning ,30 in (7,6 mm) ở cánh
  - 2 × súng máy ,30 in (7,6 mm) hoặc ,303 in (7,7 mm) ở phía sau buồng lái[b]
- Bom: 

  - 2 × quả bom 500 lb (230 kg) trong khoang quân giới
  - 2 × quả bom 250 lb (110 kg) treo dưới cánh